# Richard Oakes
Pour les articles homonymes, voir Oakes.
Richard Oakes (22 mai 1942–20 septembre 1972) était un activiste Mohawk qui milita pour la reconnaissance des droits des Amérindiens aux États-Unis dans les années 1960-1970. Il joua un rôle important dans la création des études amérindiennes dans son pays (Native American studies). Il encouragea les Amérindiens à étudier à l'université d'État de San Francisco. En 1969, il mena l'occupation d'Alcatraz avec des étudiants amérindiens de l'université de Californie à Los Angeles.
Il fut assassiné le 20 septembre 1972 à Sonoma en Californie. Bien que Richard Oakes fût sans arme, l'assassin fut reconnu en état de légitime défense.